# اولاد سلیمان (استان مسیله)
اولاد سلیمان (استان مسیله) (به عربی: أولاد سلیمان) یک شهرداری در الجزایر است که در استان مسیله واقع شده‌است. اولاد سلیمان ۲٬۰۷۰ نفر جمعیت دارد.